# Arrondissement Meaux
Meaux is een arrondissement van het Franse departement Seine-et-Marne in de regio Île-de-France. De onderprefectuur is Meaux.

## kantons
Het arrondissement was tot 2014 samengesteld uit de volgende kantons:
- Kanton Coulommiers
- Kanton Crécy-la-Chapelle
- Kanton Dammartin-en-Goële
- Kanton La Ferté-sous-Jouarre
- Kanton Lizy-sur-Ourcq
- Kanton Meaux-Nord
- Kanton Meaux-Sud
- Kanton Mitry-Mory

Na de herindeling van de kantons bij decreet van 18 februari 2014, met uitwerking in maart 2015 is de samenstelling als volgt:
- Kanton Claye-Souilly (28/30)
- Kanton Coulommiers (12/51)
- Kanton La Ferté-sous-Jouarre
- Kanton Fontenay-Trésigny (3/33)
- Kanton Meaux
- Kanton Mitry-Mory
- Kanton Serris (18/24)